# Calciatore sudamericano dell'anno 2000
Il premio di calciatore sudamericano dell'anno per il 2000 fu assegnato a Romário, calciatore brasiliano del Vasco da Gama.

## Classifica
| Pos. | Calciatore          | Naz.      | Punti | Club              |
| ---- | ------------------- | --------- | ----- | ----------------- |
| 1.   | Romário             | Brasile   | 67    | Vasco da Gama     |
| 2.   | Juan Román Riquelme | Argentina | 64    | Boca Juniors      |
| 3.   | Óscar Córdoba       | Colombia  | 53    | Boca Juniors      |
| 3.   | Martín Palermo      | Argentina | 53    | Boca Juniors      |
| 5.   | Pablo Aimar         | Argentina | 38    | River Plate       |
| 5.   | Mauricio Serna      | Colombia  | 38    | Boca Juniors      |
| 7.   | Juan Pablo Sorín    | Argentina | 37    | River Plate       |
| 8.   | Francisco Arce      | Paraguay  | 36    | Palmeiras         |
| 8.   | Jorge Bermúdez      | Colombia  | 36    | Boca Juniors      |
| 10.  | Carlos Gamarra      | Paraguay  | 36    | Flamengo          |
| 11.  | Juninho Paulista    | Brasile   | 21    | Vasco da Gama     |
| 12.  | Alejandro Lembo     | Uruguay   | 15    | Nacional          |
| 13.  | Hugo Ibarra         | Argentina | 14    | Boca Juniors      |
| 13.  | Mario Yepes         | Colombia  | 14    | River Plate       |
| 15.  | Federico Magallanes | Uruguay   | 11    | Defensor Sporting |
| 16.  | Fabián Carini       | Uruguay   | 10    | Danubio           |
| 16.  | Ariel Ortega        | Argentina | 10    | River Plate       |
| 16.  | Javier Saviola      | Argentina | 10    | River Plate       |
| 19.  | Hélton              | Brasile   | 9     | Vasco da Gama     |
| 20.  | Rogério Ceni        | Brasile   | 8     | San Paolo         |
| 20.  | Vampeta             | Brasile   | 8     | Corinthians       |
| 22.  | Jairo Castillo      | Colombia  | 7     | Vélez Sarsfield   |
| 23.  | Celso Ayala         | Paraguay  | 8     | Vélez Sarsfield   |
| 24.  | Alex                | Brasile   | 5     | Flamengo          |
| 24.  | Júnior Baiano       | Brasile   | 5     | Vasco da Gama     |
| 24.  | Diego Placente      | Argentina | 5     | River Plate       |
| 24.  | Ronaldinho          | Brasile   | 5     | Grêmio            |